# Hector Viron
Hector Viron, né le 19 janvier 1922 à Lille et mort le 25 décembre 2007 à Faches-Thumesnil, est un homme politique français, membre du Parti communiste français.

## Biographie
Hector Véron commence son activité professionnelle en 1937 comme ajusteur-monteur à la compagnie Fives-Lille. 
Il s'engage tôt dans le militantisme syndical et politique. À 25 ans, il assume la direction du syndicat des métaux de la région lilloise, puis il devient secrétaire de l'Union départementale des syndicats CGT du Nord. Membre du Parti communiste français depuis la Libération, il est secrétaire de la fédération communiste du Nord de 1954 à 1973.
En mars 1977, il est élu conseiller municipal de Lille, devient adjoint au maire de Lille en 1983 et vice-président de la Communauté urbaine. De 1983 à 1995, il est chargé des questions environnementales et de la propreté de la ville.
Le 12 mai 1967, il est nommé sénateur à la suite de la démission d’Adolphe Dutoit dont il était le suivant de liste aux sénatoriales de 1965. Il est élu à cette fonction en 1974 et réélu en 1983. Il est également vice-président du conseil régional du Nord-Pas-de-Calais de 1974 à 1977.
Il est membre de la commission des affaires sociales dont il assure la vice-présidence d'octobre 1974 à 1980. Le 5 octobre 1971, il est nommé secrétaire du Sénat.
Hector Viron n'est pas candidat aux élections sénatoriales du 27 septembre 1992 et c'est Michelle Demessine qui remporte le siège. Il assume les fonctions de maire-adjoint de Lille jusqu'en 1995.

## Détail des fonctions et des mandats
Mandat parlementaire
- 12 mai 1967 - 1er octobre 1992 : Sénateur du Nord